# Oxyoppia polynesia
Oxyoppia polynesia är en kvalsterart som först beskrevs av Hammer 1972.  Oxyoppia polynesia ingår i släktet Oxyoppia och familjen Oppiidae. Inga underarter finns listade i Catalogue of Life.